# Shihori Kanjiya
Shihori Kanjiya (貫地谷 しほり Kanjiya Shihori?, n. 12 de diciembre de 1985) es una actriz japonesa. Kanjiya abandonó la Universidad de Mujeres de Otsuma.

## Filmografía

### Televisión
| Año  | Título                                | Personajes                      | Cadena         | Notas           | Ref. |
| ---- | ------------------------------------- | ------------------------------- | -------------- | --------------- | ---- |
| 2005 | H2: Kimi Toita Hibi                   | Miho Osanai                     | TBS            |                 |      |
| 2005 | Keiji Heya: Roppongi Okashina Sōsahan | Aki Nanbara                     | TV Asahi       |                 |      |
| 2005 | Ōoku                                  | Someko                          | Fuji TV        |                 |      |
| 2007 | Fūrin Kazan                           | Mitsu                           | NHK            | Taiga drama     |      |
| 2007 | Hana Yori Dango Returns               | Sara Hinata                     | TBS            |                 |      |
| 2007 | Chiritotechin                         | Kiyomi Wada (later Kiyomi Aoki) | NHK            | Papel principal |      |
| 2008 | Aren't You a Criminal?                | Sakura Morita                   | TV Asahi       | Papel principal |      |
| 2008 | Natsu Ando                            | Natsu Ando                      | TBS            | Papel principal |      |
| 2009 | Love Shuffle                          | Mei Kagawa                      | TBS            |                 |      |
| 2009 | Buzzer Beat                           | Mai Ebina                       | Fuji TV        |                 |      |
| 2010 | Ryōmaden                              | Chiba Sana                      | NHK            | Taiga drama     |      |
| 2010 | Massuguna Otoko                       | Yoshino Machida                 | KTV            |                 |      |
| 2010 | Keibuho Kenzō Yabe                    | Miharu Katsura                  | TV Asahi       |                 |      |
| 2011 | Bartender                             | Miwa Kurushima                  | TV Asahi       |                 |      |
| 2011 | Iryū Sōsa                             | Miyuki Oda                      | TV Asahi       |                 |      |
| 2011 | Hanawake no Yon Shimai                | Sakurako Hanawe                 | TBS            |                 |      |
| 2012 | Kazoku no Uta                         | Yoko Aota                       | Fuji TV        |                 |      |
| 2013 | Yae no Sakura                         | Takagi Tokio                    | NHK            |                 |      |
| 2013 | Apoyan: Hashiru Kokusai Kūkō          | Hanae Baba                      | TBS            |                 |      |
| 2014 | Ofukou-san                            | Tsugumi Chikura                 | NHK BS Premium | Papel principal |      |
| 2014 | Yoshiwara Ura Dōshin                  | Teijo                           | NHK            |                 |      |
| 2015 | Jo Kudoki Meshi                       | Megumi Kanbayashi               | MBS            | Papel principal |      |
| 2015 | Mother Game: Kanojotachi no Kaikyū    | Yuki Kamiya                     | TBS            |                 |      |
| 2017 | Onna jōshu Naotora                    | Shino                           | NHK            | Taiga drama     |      |

### Cine
| Año  | Título                           | Personajes       | Notas           |
| ---- | -------------------------------- | ---------------- | --------------- |
| 2002 | Shura no Mure                    | Akiko Inahara    |                 |
| 2004 | Survive Style 5+                 | Kaho Kobayashi   |                 |
| 2004 | Swing Girls                      | Yoshie Saito     |                 |
| 2005 | Shiryō ha                        | Runa Nagao       |                 |
| 2005 | Karaoke: Jinsei Kamihitoe        | Shoko Inoue      |                 |
| 2005 | Tantei Jimusho 5                 | Hitomi Shishido  |                 |
| 2006 | Saikano                          | Akemi            |                 |
| 2006 | Funky Forest                     | Gaba             |                 |
| 2006 | Yoru no Picnic                   | Rika Goto        |                 |
| 2007 | Ai no Rukeichi                   | Takako Murao     |                 |
| 2007 | Shindō                           | Koon Kamogawa    |                 |
| 2007 | Sai-ren                          | Koko Hirose      |                 |
| 2007 | Hōtai Club                       | Shiomi Tanzawa   |                 |
| 2007 | Always Zoku Sanchōme no Yūhi     | Meri             |                 |
| 2007 | Aozora no Roulette               | Kanako Kurita    |                 |
| 2008 | Paco and the Magical Book        | Saori-chan       |                 |
| 2009 | General Rouge no Gaisen          | Shoko Kisaragi   |                 |
| 2009 | The Code/Angō                    | Hitomi Shishido  |                 |
| 2009 | Boat                             | Atsuko           |                 |
| 2009 | Bokura no Wonderful Days         | Wakako Fujioka   |                 |
| 2010 | A Memory                         | Ringa            |                 |
| 2010 | Parade                           | Kotomi Okouchi   |                 |
| 2012 | Bokutachi Kyūkō A Ressha de Ikou | Azusa Soma       |                 |
| 2012 | Paikaji Nankai Sakusen           | Apa              |                 |
| 2013 | Kuchizuke                        | Mako Awaya       | Papel principal |
| 2014 | The Great Shu Ra Ra Room         | Toko Fujimiya    |                 |
| 2014 | The Snow White Murder Case       | Yuko Tanimura    |                 |
| 2014 | The Vancouver Asahi              | Betty Miyake     |                 |
| 2015 | The Mourner                      | Mishio Sakachiku |                 |
| 2017 | Kekkon                           | Hatsune          |                 |